# Słowenia na Letnich Igrzyskach Olimpijskich 2008
Słowenię na Letnich Igrzyskach Olimpijskich 2008 reprezentowało 62 zawodników w 11 konkurencjach.
Był to 5. start reprezentacji Słowenii na letnich igrzyskach olimpijskich.

## Zdobyte medale
| Medal  | Zawodnik        | Dyscyplina sportowa | Konkurencja                                      |
| ------ | --------------- | ------------------- | ------------------------------------------------ |
| Złoto  | Primož Kozmus   | Lekkoatletyka       | Rzut młotem mężczyzn                             |
| Srebro | Sara Isakovič   | Pływanie            | 200 m stylem dowolnym kobiet                     |
| Srebro | Vasilij Žbogar  | Żeglarstwo          | Laser                                            |
| Brąz   | Lucija Polavder | Judo                | kategoria powyżej 78 kg kobiet                   |
| Brąz   | Rajmond Debevec | Strzelectwo         | Karabin małokalibrowy trzy postawy 50 m mężczyzn |